# أنتونيو لويز دوس سانتوس
أنتونيو لويز دوس سانتوس (بالبرتغالية: Antônio Luiz dos Santos‏) (مواليد 16 يوليو 1914) هو سبّاح برازيلي، مثّل بلاده في الألعاب الأولمبية الصيفية 1936.

## روابط خارجية
أنتونيو لويز دوس سانتوس على موقع الاتحاد الدولي للسباحة (الإنجليزية)
- أنتونيو لويز دوس سانتوس على موقع أوليمبيديا (الإنجليزية)